# بخش گراندویو (شهرستان واشینگتن، اوهایو)
بخش گراندویو (به انگلیسی: Grandview Township) یک منطقهٔ مسکونی در ایالات متحده آمریکا است که در شهرستان واشینگتن، اوهایو واقع شده‌است.
 بخش گراندویو ۹۱٫۸ کیلومتر مربع مساحت و ۱٬۸۳۴ نفر جمعیت دارد و ۲۸۰ متر بالاتر از سطح دریا واقع شده‌است.